# Société anversoise de commerce au Congo

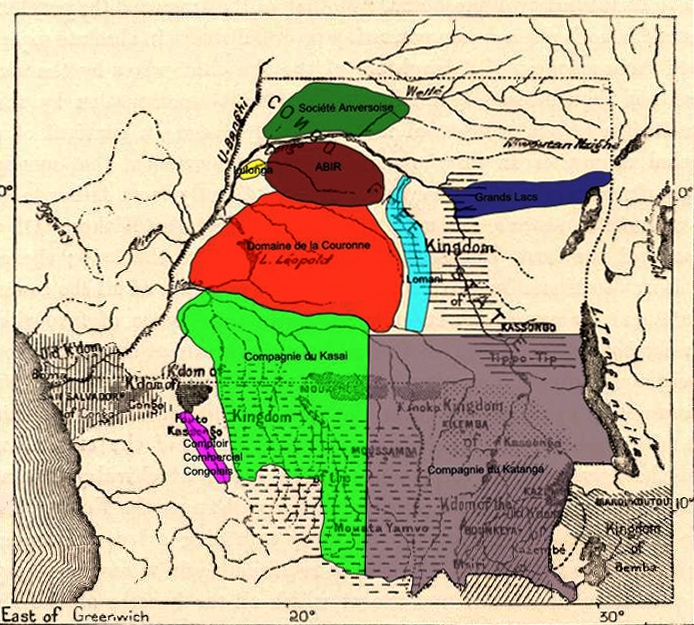
Carte des concessions de l’État indépendant du Congo, la concession de l’Anversoise est indiqué en vert foncé.

La société anversoise du commerce au Congo, aussi appelée l’Anversoise, était une entreprise belge établie à Anvers. Le roi Léopold II en était l'actionnaire principal. Cette société possédait des concessions au sein de l'État indépendant du Congo. Ces concessions, octroyée en 1892 par le souverain Léopold II, permettait à la compagnie d'exploiter le caoutchouc et l'ivoire dans le bassin de la Mongala.
En 1898, le siège social fut transféré à Mobeka, au confluent de la Mongala et du fleuve Congo.
En 1912, la société anversoise du commerce au Congo fusionna avec l'ABIR pour devenir la Compagnie du Congo belge.
La société a été impliquée dans des exactions contre les populations locales, notamment dans la production forcée de caoutchouc, ce qui a conduit à des procès notables, comme celui de Charles Caudron, un agent de l'Anversoise, condamné pour des crimes commis contre les populations locales.

## Histoire
L’Anversoise est créée en 1892 avec un capital de 400 000 francs (800 actions de 500 francs) sous statut de société anonyme belge ; le 18 novembre de l'année de création de la société, le capital fut porté à 1 250 000 francs (2 500 actions de 500 francs), son siège était au 104 Rempart des Béguines à Anvers. La société prenait l'engagement de payer à l'État une redevance de 300 Francs par tonne de caoutchouc récolté, de 100 francs par tonne de cire ou de copal récolté et, pour les autres produits dont l'ivoire une redevance de 5 % de leur valeur marchande sur le marché européen. En 1898 le capital fut porté à 1 700 000 francs (3 500 actions de 500 Francs) et le siège social fut transféré à Mobeka au confluent de la Mongala et du fleuve Congo. Pour ses apports, l'ancienne société reçut 3 400 parts sans valeur nominale. L'État Indépendant du Congo, reçut 1 700 actions pour les concessions qu'il apportait ; Alexandre de Browne de Tiège, son président, nommé par le roi lui-même, 1 100 ; Bunge & Cie, 100 ; E.P Grisar, 130 ; et Deyman-Druart, 100. Ses administrateurs étaient le baron A. Goffinet, Ed. Bunge & Cie et de Browne de Tiege.
La société obtient une concession de sept millions d’hectares du bassin de la Mongala et de la région de Bumba. Le directeur de « l’Anversoise » en Afrique avait carte blanche et disposait de droits de police. Il pouvait compter sur un poste de police comptant 150 militaires, à Bumba qui était entretemps devenu domaine de la société. Le commissaire du district des Bangala et le commandant de la Force Publique aidaient indirectement à « stimuler » la récolte du caoutchouc. La production forcée de caoutchouc provoqua la rébellion de Budzas entre 1898 et 1905. En 1912, l’Anversoise fusionna avec l’ABIR, active au sud du fleuve Congo, pour devenir la Compagnie du Congo belge.

## L'affaire Charles Caudron
Entre novembre 1900 et avril 1901, une expédition conduite par J. L. Braeckman, commandant des troupes de la Mongala, assisté par les agents de l'Anversoise Loumaye et Caudron, respectivement chef de la zone de la Melo et chef de poste à Libanza, est menée sur le Melo supérieur pour venger le meurtre d'un capita-surveillant du caoutchouc. L'expédition provoque le massacre de 300 Ngbaka des environs de Bobadi. En mars 1903, alors que les suites du massacre continuent de déstabiliser la zone et notamment la production du caoutchouc qui s'en trouve diminuée, et que Caudron poursuit ses exactions contre la population locale, le nouveau commandant de la Force Publique, Vandersleyen, demande des poursuites contre ce dernier, au titre qu'il n'est pas un fonctionnaire de l'État. Le gouverneur général autorise les poursuites. Durant le procès, qui s'ouvre à Boma en 1904, le citoyen britannique Herzekiah Andrew Shanu, un homme d'affaires installé au Congo, se passionne pour le procès et envoie l'essentiel de ses pièces à Edmund Dene Morel qui les publie dans son mensuel West African Mail.
D'après Conan Doyle, dans son livre à charge contre l'État indépendant du Congo, "l'affaire Caudron fut remarquable en ceci qu'elle établit judiciairement des faits qui avaient été amplement démontrés : la complicité entre l'État et les criminels." En effet, Gustave Deneuter, ancien substitut de l'EIC qui défendait Caudron, affirmait dans ses conclusions au procès : "Caudron, aujourd'hui accusé de faits de guerre, appelés dans l'assignation "assassinats", n'est pas plus coupable de ces faits que de toutes les autres expéditions, faites par l'État de sa propre initiative ou à la demande de la Société Commerciale Anversoise, et auxquelles le prévenu a prêté son concours, toujours à la demande des autorités de l'État.(…) Toutes ces expéditions se faisaient au grand jour… Les représentants de l'autorité adressaient des rapports sur ces expéditions, en disant les causes, les combats, les résultats, etc. Jamais aucun de ces fonctionnaires n'a été désapprouvé, désavoué, déplacé ou livré à la justice. Ils couvraient de leur responsabilité les actes de leurs subalternes, exécuteurs de leurs ordres."
Caudron fut condamné le 12 janvier 1904 à 20 ans de prison, peine commuée à 15 ans en instance d'appel le 15 mars 1904. Il fut finalement libéré début septembre 1907, après trois ans et demi de prison dans des circonstances clémentes.

## L'affaire Cyrus Smith
En mars 1901, le Consul britannique de l'État Indépendant du Congo Roger Casement fait connaissance, à la prison de Boma, d'un homme de Lagos, Cyrus Smith, condamné en compagnie de deux Belges, le 24 octobre 1900, en première instance, à 12 ans de servitude pénale pour avoir, dans le cadre de sa participation aux affaires de la Société Commerciale Anversoise "détenu, par ordre, des femmes otages sans leur donner à manger, causant la mort de dizaines d'entre elles". Cette peine fut réduite à un an en instance d'appel le 13 février 1901. Le Consul Casement demande au gouverneur-général de l'EIC le texte de son jugement en instance — pourtant tenu pour document secret comme tous les textes de jugement de cette époque. L'énonciation des circonstances atténuantes à la cour d'appel de Boma apporte, en creux, la preuve de la responsabilité de l'administration du gouvernement de l'EIC dans les exactions et les meurtres commis sur son territoire :
"Attendu qu'il est juste de tenir compte, pour l'application de la peine, qu'il est prouvé notamment par la correspondance versée au dossier que des chefs de la société concessionnaire ont, sinon par des ordres formels, tout au moins par leurs exemples et leur tolérance, amené leurs agents à ne tenir aucun compte des droits, de la propriété, de la vie des indigènes, à user des armes et des soldats qui auraient dû servir à leur défense et au maintien de l'ordre, pour forcer les indigènes à leur fournir leurs produits et à travailler pour la société, ainsi que pour pourchasser comme des rebelles hors-la-loi ceux qui tentaient de se soustraire aux prestations qu'on leur imposait ; qu'il est également prouvé que bien souvent des faits semblables à ceux qui sont reprochés aux prévenus, avaient été posés dans la région et portés à la connaissance de la société, sans que celle-ci les ait dénoncés à l'autorité ; que surtout le fait d'arrêter des femmes et de les détenir pour obliger les villages à fournir des produits et des travailleurs était toléré et admis même par certaines autorités administratives de la région…".Ce texte est contesté par le procureur Waleffe.
L'envoi de ce document secret au Foreign Office le 28 juin 1901 par Roger Casement est souligné d'un long commentaire, dont la conclusion précipitera plus tard la chute de l'EIC : "Le Souverain tenait la Société Anversoise dans le creux de sa main… et c'est impossible qu'il soit ignorant des méthodes employées par elle. Léopold II me dit lui-même à Bruxelles qu'il était "le maître du Congo".

## L'Anversoise et l'argent
L’accord qui la liait à l’État indépendant du Congo l’obligeait à verser à celui-ci la moitié de ses profits.
Les trois premières années de son activité, l'Anversoise fit un bénéfice six à sept fois supérieur à son capital.
D'après les recherches de l'historien Guy de Boeck, son troisième directeur Hubert Lothaire (1897-1900) recevait — en plus de son salaire annuel d'environ 80 000 € — un intéressement de près de 600 € par tonne de caoutchouc et de près de 3 000 € par tonne d'ivoire.
Par la circulaire du 29 octobre 1891, tous les agents européens de la société touchaient également un bonus indexé sur le volume des exportations. Les instructions du 31 décembre 1892 précisent les tarifs. Un régime dit « des points » fut inauguré en 1895, pour être remplacé en 1896 par des allocations de retraite « aux agents qui se sont le plus distingués ». Charles Caudron, par exemple, touchait 3 % de commission sur tout le caoutchouc produit.
L'Anversoise aurait ainsi exporté
- 1895 : 33 583 kg de caoutchouc ;  15 852 kg d'ivoire.
- 1896 : 50 324 kg de caoutchouc; 9 242 kg d'ivoire.
- 1897 : 278 793 kg de caoutchouc; 13 167 kg d'ivoire.
- 1898 : 508 134 kg de caoutchouc;  11 387 kg d'ivoire.
- 1899 :  439 103 kg de caoutchouc; 18 707 kg d'ivoire.
- 1900 : 406 587 kg de caoutchouc; 19 514 kg d'ivoire.
- En 1908, au moment de la reprise de l'État Indépendant du Congo par la Belgique, le portefeuille de ce dernier remis à la Belgique comprenait 1 700 parts sociales libérées de la Société Anversoise estimées à 5 700 francs la part soit l'équivalent 39.082,72€ en valeur année 2020[23]. Cela revient à un capital total de 66.440.626,08€.

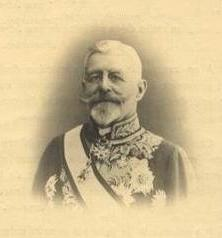
Constant Goffinet, administrateur de l'Anversoise